# 加里·格杰恩
加里·格杰恩（英語：Gary Gudgeon，？—），澳大利亚男子游泳运动员。他曾代表澳大利亚参加1980年和1984年夏季残疾人奥林匹克运动会游泳比赛，获得五枚金牌、三枚银牌和一枚铜牌。